# Protracheoniscus kalymnius
Protracheoniscus kalymnius är en kräftdjursart som beskrevs av Sfenthourakis 1995. Protracheoniscus kalymnius ingår i släktet Protracheoniscus och familjen Trachelipodidae. Inga underarter finns listade i Catalogue of Life.